# 下田和輝 (作曲家)
下田 和輝（しもだ かずき、1992年1月14日 - ）は、日本の作曲家。岩手県洋野町出身。

## 経歴
音楽好きの父、ピアノ教師の母の影響で子供のころから音楽が身近にある環境で育つ。 小学校では学校の金管バンドでコルネット、中学校は吹奏楽部でトランペット、高校は吹奏楽部でユーフォニアムを担当した。 作曲を学ぶために高校卒業後に尚美ミュージックカレッジ専門学校に入学。作曲を菊池幸夫、高橋伸哉、広瀬勇人に師事。

## 受賞歴
- 2013年度「第5回 日本管打・吹奏楽学会作曲賞」 - 吹奏楽作品「オータム・ファンタジー」作曲賞(一位)　受賞
- 2015年度「第7回 日本管打・吹奏楽学会作曲賞」 - 吹奏楽作品「夜明けの海岸」本選ノミネート
- 2015年「21世紀の吹奏楽 第18回“響宴”」作品公募 - 『吹奏楽のためのファンファーレ「イン・トライアンフ」』入選
- 2017年「21世紀の吹奏楽 第20回“響宴”」作品公募 - 『DaJa ～南部地方盆唄「ナニャドヤラ」による～』入選
- 2017年「第50回JBA下谷賞」受賞（響宴公募作品の中から選出）
- 2018年「21世紀の吹奏楽 第21回“響宴”」作品公募 - 『吹奏楽のための序曲「チアーズ!」』入選
- 2019年「21世紀の吹奏楽 第22回“響宴”」作品公募 - 「Water Heart ～一筋の流れに導かれて～」入選
- 2024年「21世紀の吹奏楽 第25回“響宴”」作品公募 - 「ボイジャー・プログラム -太陽系を超えて」入選
- 2024年「バーバラ・ビュールマン作曲コンテスト」中学校バンド向け作品部門 - 吹奏楽作品「Thawing」バーバラ・ビュールマン作曲賞(優勝) 受賞[2]

## 主な作品[3]

### 吹奏楽作品
- 風になびく草原 (2012年)
- 吹奏楽のための序曲「チアーズ！」 (2013年)
- 夜明けの海岸 (2013年)
- オータム・ファンタジー (2013年)
- 吹奏楽のためのファンファーレ「イン・トライアンフ」 (2014年)
- DaJa 〜南部地方盆唄「ナニャドヤラ」による〜 (2015年)
- 雪降る夜に (2015年)
- チルドレンズ・ホリデー (2016年)
- アーサーの玉座 ～丘が見たもの～ (2016年)
- Touch the Top ! 〜ロッククライマーの挑戦〜 (2016年)
- 「ハッピーバースデー」の主題によるフローリッシュ (2017年)
- 月の影・太陽の光 (2017年)
- 碧き海原へ… (2017年)
- Water Heart 〜一筋の流れに導かれて〜 (2017年)
- Hero-X (2017年)
- イノセント・ジョイ (2017年)
- INSIDE −狂気に潜む一つの悲しみ（吹奏楽版） (2018年)
- ドリームワールド・アドベンチャー (2018年)
- ピースフル・ユートピア (2018年)
- Fight for the Future (2018年)
- 墨堤の桜 〜花明かりに照らされて〜 (2019年)
- スプリング・シティ −3月のある日 (2019年)
- 秋田犬「ハチ」～語り継がれる友情物語～ (2019年)
- フライング・ザ・フェニックス！ (2019年)
- スペクトラ (2019年)
- ブルー・コントレイル (2020年)
- 青空をつなぐ 〜明日へと向かうすべての人へ〜 (2020年)
- SHIKI (2021年)
- MAMORIGAMI -東北地方の伝承「ザシキワラシ」による- (2021年)
- サッポロ・ランドスケープ (2021年)
- キャビン・クルー -空の客室を守るエキスパート- (2022年)
- ジュエリーアイス -河が生み出す氷の宝石- (2022年)
- エーデルホフ・スケッチ (2022年)
- 南極カラフト犬物語 奇跡の再会 〜タロ、ジロそしてリキ〜 (2022年)
- スプラッシュ! (2023年)

### 室内楽作品
- 鳥たちは飛翔する 〜金管5重奏のために〜 (2010年)
- アクロス・ザ・シティ (2011年)
- 小動物は駆け回る ～フルート四重奏のために～ (2014年)
- 小動物は駆け回る ～クラリネット四重奏のために～ (2015年)
- 雪解けの春 (2017年)
- 煌めきの夏 (2017年)
- 黄昏の秋 (2017年)
- トキメキの冬 (2017年)
- 「Whispers of the Angels」〜天使たちの囁き〜 (2017年)
- フライング・トーナル (2017年)
- 夏のある日の夕闇に (2017年)
- INSIDE −狂気に潜む一つの悲しみ（木管打楽器八重奏版） (2018年)
- リリカル・ゴールド ～サクソフォーン四重奏のために～ (2019年)
- 木漏れ日は辺りを照らし (2019年)
- エスペランサ (2019年)
- 昼下がりの庭で (2020年)
- 昼下がりの市場で (2020年)
- 昼下がりの湖畔で (2020年)
- 小動物は駆け回る ～木管6重奏のために～ (2020年)
- ストラタス・アイランド (2020年)
- Shiny Island -After the Snow- (2021年)
- A Stroll Around Green -新緑に包まれて- (2022年)
- Silence -In the Snow- (2022年)
- レミニセンス (2022年)
- 雪合戦 (2022年)
- Thawing (2024年)

### 編曲作品
委嘱による編曲（主に吹奏楽編成）を多く手がけているほか、ロケットミュージック社より編曲を手掛けた楽曲が多数（200曲以上）出版されている。